# Buch (Nümbrecht)
Buch ist ein Ortsteil von Nümbrecht im Oberbergischen Kreis im südlichen Nordrhein-Westfalen innerhalb des Regierungsbezirks Köln.

## Lage und Beschreibung
Der Ort liegt in Luftlinie rund 2,95 km südöstlich vom Stadtzentrum von Nümbrecht entfernt.

## Geschichte
1492 wurde der Ort das erste Mal urkundlich erwähnt und zwar „Differenzen Homburg - Berg“.
Schreibweise der Erstnennung: Boche

## Bus und Bahnverbindungen

### Bürgerbus
Haltestelle des Bürgerbuses der Gemeinde Nümbrecht.
Route: Geringhauser Mühle
- Haan-Hömel-Wirtenbach-Geringhausen-Nippes-Nümbrecht/Busbahnhof.

### Linienbus
Haltestelle: Buch
- 346 Nümbrecht Schulzentrum – nur an Schultagen